# Jordon Ibe
Jordon Ashley Femi Ibe (/ˈaɪb/ eyeb; 8 de desembre de 1995) és un futbolista professional anglès que juga de volant o mitjapunta per l'AFC Bournemouth de la Premier League.